# Ячеистый бетон

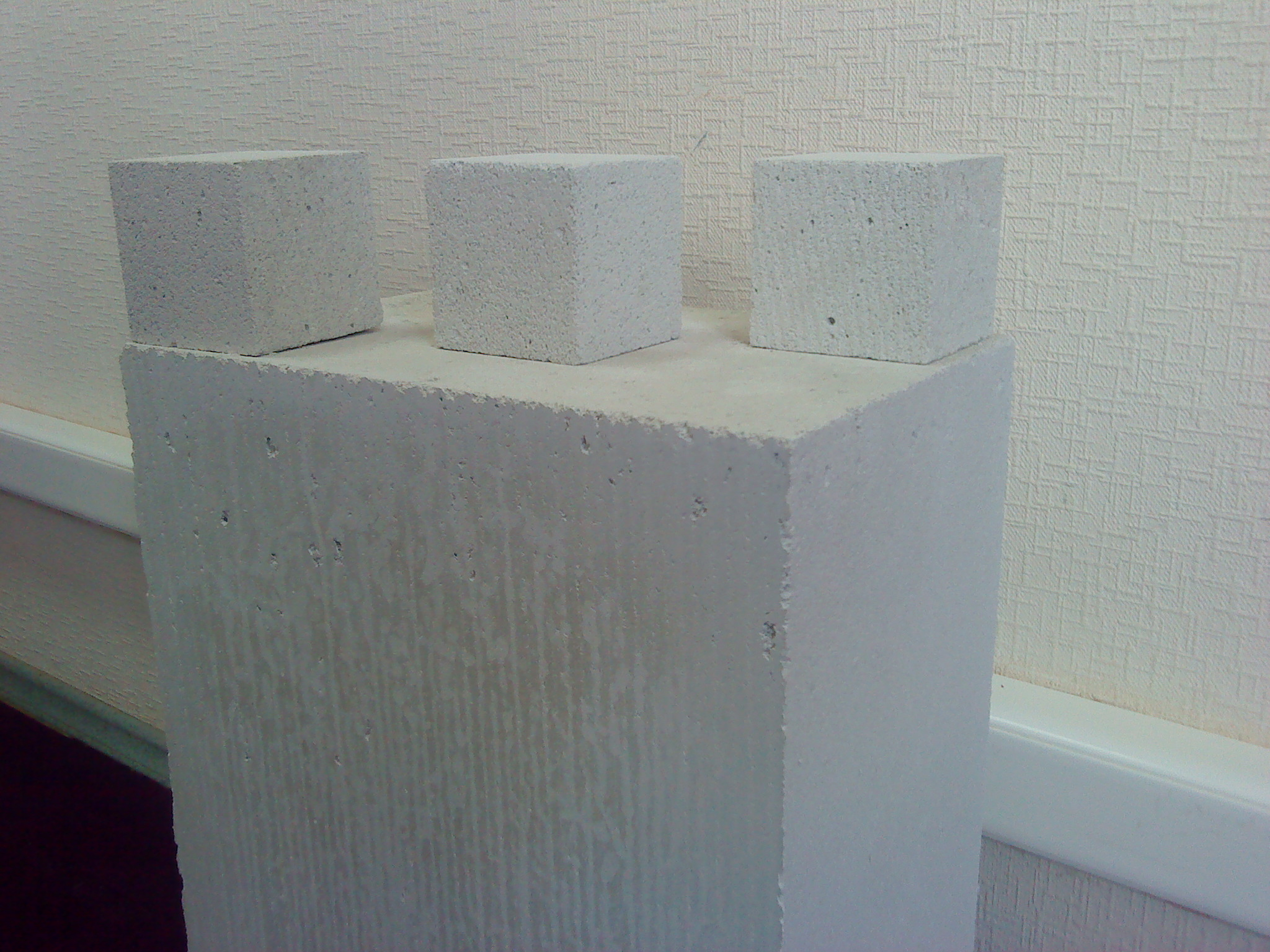
Блоки различного размера из автоклавного ячеистого бетона (газобетон)

Ячеистый бетон — искусственный пористый строительный материал на основе минеральных вяжущих и кремнезёмистого заполнителя. Является одной из разновидностей лёгкого бетона.
Предназначен, в основном, для строительной теплоизоляции: утепление по железобетонным плитам перекрытий и чердачных перекрытий, в качестве теплоизоляционного слоя многослойных стеновых конструкций зданий различного назначения; для теплозащиты поверхностей оборудования и трубопроводов при температуре до 400°С; жаростойкие ячеистые бетоны применяются для теплоизоляции оборудования с температурой поверхности до 700°С.
В последние годы блоки из ячеистого бетона набирают популярность в качестве конструкционного стенового материала. Коттеджи и многоэтажные дома, построенные из ячеистого бетона, имеют лучшие тепловые характеристики по сравнению с кирпичными. Достигается это во многом благодаря правильной геометрии современных блоков. За счёт чётких размеров (±2 мм) блоки можно укладывать на специальный клей с клеящим слоем не более 3 мм, а не на слой цементного раствора, который обычно и служит мостиком холода.

## Классификация
В соответствии с ГОСТ 25485-89 «Бетоны ячеистые. Технические условия» бетоны классифицируются:
1. По функциональному назначению:
1. теплоизоляционный — объёмная масса 300—500 кг/м³.
2. конструкционно-теплоизоляционный- объёмная масса 500—900 кг/м³.
3. конструкционный (бетон для конструкционных элементов жилых и сельскохозяйственных зданий) — объёмная масса 1000—1200 кг/м³.

2. По способу поризации:
1. газообразование (газобетоны, газосиликаты).
2. пенообразование (пенобетоны, пеносиликаты).
3. аэрирование (аэрированный ячеистый бетон, аэрированный ячеистый силикат).

К модификациям способов поризации относятся:
1. вспучивание массы газообразованием в вакууме (небольшое разрежение).
2. аэрирование массы под давлением (барботирование её сжатым воздухом) с последующим снижением давления до атмосферного (баротермальный способ).
3. газопенная технология (пеногазобетон) — сочетание метода аэрирования и газообразования.

3. По виду вяжущего вещества: в основном, используют цемент, известь, реже гипс (газогипс).
4. По виду кремнезёмистого компонента: кварцевый песок, зола-унос от сжигания угля, кислые металлургические шлаки и др.
5. По способу твердения: неавтоклавные, предусматривающие пропаривание, электропрогрев или другие виды прогрева при нормальном давлении, и автоклавные, которые твердеют при повышенном давлении и температуре.